# Milán-San Remo 2021
La 112.ª edición de la clásica ciclista Milán-San Remo fue una carrera de ciclismo en ruta en Italia que se celebró el 20 de marzo de 2021 con inicio en la ciudad de Milán y final en la ciudad de San Remo sobre un recorrido de 299 kilómetros.
La carrera formó parte del UCI WorldTour 2021, siendo la sexta competición del calendario de máxima categoría mundial. Fue además el primero de los cinco monumentos del ciclismo de la temporada. Este fue ganado por el belga Jasper Stuyven del Trek-Segafredo y completaron el podio, como segundo y tercer clasificado respectivamente, el australiano Caleb Ewan del Lotto Soudal y el también belga Wout van Aert del Jumbo-Visma.

## Equipos participantes
Tomaron parte en la carrera 25 equipos: 19 de categoría UCI WorldTeam y 6 de categoría UCI ProTeam. Formaron así un pelotón de 175 ciclistas de los que acabaron 169. Los equipos participantes fueron:
| WorldTeams (19)- AG2R Citroën Team - Astana-Premier Tech - Bahrain Victorious - Bora-Hansgrohe - Cofidis - Deceuninck-Quick Step - EF Education-Nippo - Groupama-FDJ - Ineos Grenadiers - Intermarché-Wanty-Gobert Matériaux - Israel Start-Up Nation - Jumbo-Visma - Lotto Soudal - Movistar Team - Team BikeExchange - Team DSM - Trek-Segafredo - Qhubeka Assos - UAE Team Emirates ProTeams (6)- Androni Giocattoli-Sidermec - Alpecin-Fenix - Bardiani CSF Faizanè - Arkéa-Samsic - Total Direct Énergie - Team Novo Nordisk |
| |

## Clasificación final
- Las clasificaciones finalizaron de la siguiente forma:[2]

| \| Clasificación general \| Clasificación general \| Clasificación general \| Clasificación general \| Clasificación general \| \| Ciclista \| Ciclista \| Equipo \| Tiempo \| \| \| --------------------- \| --------------------- \| --------------------- \| --------------------- \| --------------------- \| \| 1.º \| Jasper Stuyven \| Trek-Segafredo \| 6 h 38 min 06 s \| \| \| 2.º \| Caleb Ewan \| Lotto-Soudal \| + 0 s \| \| \| 3.º \| Wout van Aert \| Jumbo-Visma \| + 0 s \| \| \| 4.º \| Peter Sagan \| Bora-Hansgrohe \| + 0 s \| \| \| 5.º \| Mathieu van der Poel \| Alpecin-Fenix \| + 0 s \| \| \| 6.º \| Michael Matthews \| BikeExchange \| + 0 s \| \| \| 7.º \| Alex Aranburu \| Astana-Premier Tech \| + 0 s \| \| \| 8.º \| Sonny Colbrelli \| Bahrain Victorious \| + 0 s \| \| \| 9.º \| Søren Kragh Andersen \| Team DSM \| + 0 s \| \| \| 10.º \| Anthony Turgis \| Total Direct Énergie \| + 0 s \| \| \| 11.º \| Matej Mohorič \| Bahrain Victorious \| + 0 s \| \| \| 12.º \| Matteo Trentin \| UAE Team Emirates \| + 0 s \| \| \| 13.º \| Greg Van Avermaet \| AG2R Citroën Team \| + 0 s \| \| \| 14.º \| Maximilian Schachmann \| Bora-Hansgrohe \| + 0 s \| \| \| 15.º \| Thomas Pidcock \| Ineos Grenadiers \| + 0 s \| \| \| 16.º \| Julian Alaphilippe \| Deceuninck-Quick Step \| + 0 s \| \| \| 17.º \| Michał Kwiatkowski \| Ineos Grenadiers \| + 0 s \| \| \| 18.º \| Giacomo Nizzolo \| Qhubeka Assos \| + 6 s \| \| \| 19.º \| Nacer Bouhanni \| Arkéa-Samsic \| + 6 s \| \| \| 20.º \| Pascal Ackermann \| Bora-Hansgrohe \| + 6 s \| \| |                       |                       |                 |
| |                       |                       |                 |
| Fuente: ProCyclingStats |                       |                       |                 |
| Clasificación general |                       |                       |                 |
| Ciclista | Ciclista              | Equipo                | Tiempo          |
| 1.º | Jasper Stuyven        | Trek-Segafredo        | 6 h 38 min 06 s |
| 2.º | Caleb Ewan            | Lotto-Soudal          | + 0 s           |
| 3.º | Wout van Aert         | Jumbo-Visma           | + 0 s           |
| 4.º | Peter Sagan           | Bora-Hansgrohe        | + 0 s           |
| 5.º | Mathieu van der Poel  | Alpecin-Fenix         | + 0 s           |
| 6.º | Michael Matthews      | BikeExchange          | + 0 s           |
| 7.º | Alex Aranburu         | Astana-Premier Tech   | + 0 s           |
| 8.º | Sonny Colbrelli       | Bahrain Victorious    | + 0 s           |
| 9.º | Søren Kragh Andersen  | Team DSM              | + 0 s           |
| 10.º | Anthony Turgis        | Total Direct Énergie  | + 0 s           |
| 11.º | Matej Mohorič         | Bahrain Victorious    | + 0 s           |
| 12.º | Matteo Trentin        | UAE Team Emirates     | + 0 s           |
| 13.º | Greg Van Avermaet     | AG2R Citroën Team     | + 0 s           |
| 14.º | Maximilian Schachmann | Bora-Hansgrohe        | + 0 s           |
| 15.º | Thomas Pidcock        | Ineos Grenadiers      | + 0 s           |
| 16.º | Julian Alaphilippe    | Deceuninck-Quick Step | + 0 s           |
| 17.º | Michał Kwiatkowski    | Ineos Grenadiers      | + 0 s           |
| 18.º | Giacomo Nizzolo       | Qhubeka Assos         | + 6 s           |
| 19.º | Nacer Bouhanni        | Arkéa-Samsic          | + 6 s           |
| 20.º | Pascal Ackermann      | Bora-Hansgrohe        | + 6 s           |

## Ciclistas participantes y posiciones finales
Convenciones:
- AB: Abandono
- FLT: Retiro por llegada fuera del límite de tiempo
- NTS: No tomó la salida
- DES: Descalificado o expulsado

## UCI World Ranking
La Milán-San Remo otorgó puntos para el UCI World Ranking para corredores de los equipos en las categorías UCI WorldTeam, UCI ProTeam y Continental. Las siguientes tablas son el baremo de puntuación y los 10 corredores que obtuvieron más puntos:
| Posición   | 1.º | 2.º | 3.º | 4.º | 5.º | 6.º | 7.º | 8.º | 9.º | 10.º | 11.º | 12.º | 13.º | 14.º | 15.º | 16.º-20.º | 21.º-30.º | 31.º-50.º | 51.º-55.º | 56.º-60.º |
| Puntuación | 500 | 400 | 325 | 275 | 225 | 175 | 150 | 125 | 100 | 85   | 70   | 60   | 50   | 40   | 35   | 30        | 20        | 10        | 5         | 3         |

| Clasificación |                      |                      |        |
| Posición      | Ciclista             | Equipo               | Puntos |
| ------------- | -------------------- | -------------------- | ------ |
| 1.º           | Jasper Stuyven       | Trek-Segafredo       | 500    |
| 2.º           | Caleb Ewan           | Lotto Soudal         | 400    |
| 3.º           | Wout van Aert        | Jumbo-Visma          | 325    |
| 4.º           | Peter Sagan          | Bora-Hansgrohe       | 275    |
| 5.º           | Mathieu van der Poel | Alpecin-Fenix        | 225    |
| 6.º           | Michael Matthews     | BikeExchange         | 175    |
| 7.º           | Alex Aranburu        | Astana-Premier Tech  | 150    |
| 8.º           | Sonny Colbrelli      | Bahrain Victorious   | 125    |
| 9.º           | Søren Kragh Andersen | DSM                  | 100    |
| 10.º          | Anthony Turgis       | Total Direct Énergie | 85     |